# Mauricio Funes
Carlos Mauricio Funes Cartagena (San Salvador, 18 oktober 1959 – Managua, 21 januari 2025) was een Salvadoraans politicus en journalist. Funes was president van El Salvador tussen 2009 en 2014. Hij was de eerste linkse president die El Salvador ooit heeft gehad.
Vooraleer hij politicus werd, was Funes een journalist met een eigen interviewshow op tv. Hij verscheen op Channel 12 en op de Spaanstalige CNN, en presenteerde ook lokale nieuwsprogramma's die zich kritisch opstelden tegenover de vorige regeringen. 
Op 28 september 2007 werd hij gekozen als kandidaat voor het Front Farabundo Martí voor Nationale Bevrijding (FMLN) en hij kwam op tegen Rodrigo Avila, de kandidaat van de Nationalistische Republikeinse Alliantie (ARENA). Funes won de verkiezingen van 2009 met een absolute meerderheid van 51,23%. Op 1 juni 2009 werd hij ingehuldigd als president. Hij droeg het presidentschap op 1 juni 2014 over aan Salvador Sánchez Cerén.
In 2016 vluchtte Funes naar Nicaragua waar hij asiel kreeg. Hij kreeg later ook de Nicaraguaanse nationaliteit. Hij werd in eigen land beschuldigd van corruptie en van geheime afspraken met drugsbendes tijdens zijn presidentschap. In 2023 en 2024 werd hij bij verstek veroordeeld tot jarenlange gevangenisstraffen. Door de Verenigde Staten werd hij op een zwarte lijst geplaatst.
Funes overleed op 21 januari 2025 op 65-jarige leeftijd na een slepende ziekte.